# 小行星2229
小行星2229（2229 Mezzarco）是一颗围绕太阳公转的小行星。1977年9月7日，保羅·維爾特在齐美尔瓦尔德发现了此天体。
該小行星以「半穹頂」的義大利語命名。
这颗小行星的绝对星等为31.59440等。